# Pothyne subvittata
Pothyne subvittata là một loài bọ cánh cứng trong họ Cerambycidae.